# Новотарабинська сільська рада
Новотара́бинська сільська рада (рос. Новотарабинский сельский совет) — сільське поселення у складі Китмановського району Алтайського краю Росії.
Адміністративний центр — село Нова Тараба.

## Населення
Населення — 625 осіб (2019; 762 в 2010, 901 у 2002).

## Склад
До складу сільської ради входять:
| Населений пункт     | Населення, осіб (2002) | Населення, осіб (2010) |
| ------------------- | ---------------------- | ---------------------- |
| Нова Тараба, село   | 810                    | 702                    |
| Новокитманово, село | 91                     | 60                     |